# Елија Петина
Елија Петина (лат. Aelia Paetina) била је друга жена римског цара Клаудија. Њен отац, Секст Елије Кат, био је конзул 4. године нове ере, док је њена мајка непозната.

## Породица
Елија Петина је рођена у породици Елија Туберона, и стога је, изгледа, била потомак конзула из 11. године п. н. е., Квинта Елија Туберона. Њен отац је можда умро када је била веома млада, јер ју је одгајао рођак — префект Преторијанске гарде, Луције Сеј Страбон, биолошки отац њеног усвојеног брата Луција Елија Сејана, команданта Преторијанске гарде под царем Тиберијем.
Петина се 28. године нове ере удала за будућег цара Клаудија, коме је била друга жена. Њихово једино дете била је ћерка Клаудија Антонија, рођена 30. године. Клаудије се развео од Петине након октобра 31. године, када је Сејан пао с власти и био убијен. Према Светонију, Клаудије се развео од Петине због неких лакших преступа. Неки су сугерисали да су ти „лакши преступи” могли конкретније да се односе на њену „менталну суровост” према Клаудију.
Године 48, након погубљења Клаудијеве треће жене Валерије Месалине, Клаудије је разматрао да се по четврти пут ожени. Клаудијев ослобођеник Тиберије Клаудије Нарцис предложио му је да се поново ожени Петином и подсетио га да имају заједничко дете. Нарцис је такође навео да би Петина волела Антонију, поред Клаудије Октавије и Британика, Клаудијеве деце са Месалином. Међути, други ослобођеник, Гај Јулије Калист, противио се том браку и подсетио Клаудија да се већ једном развео од ње; Калист је тврдио да би је поновни брак учинио још охолијом. Он је предложио Лолију Паулину, трећу жену цара Калигуле. Трећи ослобођеник, Марко Антоније Палант, препоручио је Клаудијеву нећаку и Калигулину сестру Агрипину Млађу, која је такође имала дете из претходног брака, будућег цара Нерона. Клаудије се на крају оженио Агрипином.